# Marian Pleașcă
Marian Pleașcă (n. 6 februarie 1990, Caracal, Olt, România) este un fotbalist român liber de contract, care joacă pe post de fundaș lateral. Pe plan internațional, are prezențe la națională pentru România Sub-21 și România.

## Legături externe
- Marian Pleașcă la romaniansoccer.ro